# Rhinanthus cretaceus
Rhinanthus cretaceus là loài thực vật có hoa thuộc họ Cỏ chổi. Loài này được Vassilcz. miêu tả khoa học đầu tiên.